# Tytti Parras
Tytti Kristiina Parras, född 28 januari 1943 i Helsingfors, död 18 augusti 2018 i samma stad, var en finländsk romanförfattare.
Parras växte upp i Lojo och avlade studentexamen där 1963. Därefter, fram till 1991, var hon bosatt i Tammerfors, där hon studerade press- och informationslära vid universitetet. Det är i denna stad som handlingen av hennes debutroman, Jojo, tilldrar sig. Romanen, som är det enda av Parras verk som översatts till svenska, fick ett positivt mottagande för sin skildring av studentlivet i 1960-talets Tammerfors.
Sammanlagt har Parras publicerat sex romaner och två radiopjäser.

## Priser och utmärkelser
- 1968 – J.H. Erkko-priset
- 1976, 1978, 1984 – Tammerfors stads litteraturpris
- 1992 – Skugg-Finlandia

## Verk

### Romaner
- Jojo, 1968
  - på svenska Jojo, 1970, i översättning av Jens Hildén
- Rakkaat, 1970
- Turkkilainen satula, 1976
- Pieni hyvinkasvatettu tyttö, 1978
- Pensionaatti, 1984
- Vieras, 1992

### Radiopjäser
- Vieras, 1994
- Rakkaudesta, 1996